# Короана (Констанца)
Короана (рум. Coroana) насеље је у Румунији у округу Констанца у општини Албешти. Oпштина се налази на надморској висини од 69 m.

## Становништво
Према подацима из 2002. године у насељу је живело 148 становника, од којих су сви румунске националности.